# Magna Charta Universitatum
Magna Charta Universitatum este un document care să marcheze tradițiile universitare și să încurajeze legăturile între universitățile europene, dar servește și ca o inspirație universală și este deschis universităților din întreaga lume. A fost înființată de Universitatea din Bologna și de Conferința Rectorilor Europeni (acum EUA) și a fost semnată de 889 de universități din 88 de țări.

## Istorie
Magna Charta Universitatum Europaeum a fost semnat oficial de către 430 de rectori universitari la 18 septembrie 1988 la Piazza Maggiore din Bologna, pentru a comemora aniversarea a 900 de ani de la înființarea Universității din Bologna. Textul final al documentului a fost redactat în ianuarie 1988 la Barcelona.